# Mesosa latefasciatipennis
Mesosa latefasciatipennis là một loài bọ cánh cứng trong họ Cerambycidae.